# Яркенд (місто)
Яркенд (Шаче, уйг. يەكەن‎, кит. 莎車县, пін. Shāchē;) — оаза і місто в Сіньцзяні, Китай, на південний схід від Кашгару і на північний захід від Хотану, на висоті 1189 м над рівнем моря. Бере назву від річки Яркенд. Населення 373 000 (на 2003 рік).

## Географія
Яркенд розташовано у стратегічному місті приблизно на півдорозі між Кашгаром та Хотаном, на розвилці дороги на північ до Аксу. За часів Великого Шовкового шляху був кінцевою точкою для караванів, що прямували з Кашміру через Ладакх, а потім через перевали Каракорум до оази Нія Таримського басейну. Китайське національне шосе 219 Сіньцзян - Тибет, побудоване в 1956 році, починається в Яркенді і прямує на південь і захід, через плато Ладак і до Центрального Тибету.
З Яркенду ще один важливий маршрут прямував на південний захід через місто Ташкурган до Ваханського коридору, звідки мандрівники могли перетнути відносно легкий перевал Барогіль до Бадахшану.

### Клімат
Місто знаходиться у зоні, котра характеризується кліматом тропічних пустель. Найтепліший місяць — липень із середньою температурою 26.1 °C (79 °F). Найхолодніший місяць — січень, із середньою температурою -5.6 °С (22 °F).
| Клімат Яркенда          | Клімат Яркенда | Клімат Яркенда | Клімат Яркенда | Клімат Яркенда | Клімат Яркенда | Клімат Яркенда | Клімат Яркенда | Клімат Яркенда | Клімат Яркенда | Клімат Яркенда | Клімат Яркенда | Клімат Яркенда | Клімат Яркенда |
| Показник                | Січ.           | Лют.           | Бер.           | Квіт.          | Трав.          | Черв.          | Лип.           | Серп.          | Вер.           | Жовт.          | Лист.          | Груд.          | Рік            |
| Абсолютний максимум, °C | 15             | 20             | 26             | 32             | 36             | 38             | 42             | 37             | 36             | 32             | 18             | 10             | 42             |
| Середній максимум, °C   | 0              | 6              | 15             | 22             | 26             | 31             | 33             | 30             | 27             | 20             | 9              | 1              | 18             |
| Середня температура, °C | −5             | 0              | 8              | 15             | 19             | 23             | 25             | 23             | 19             | 12             | 3              | −3             | 11             |
| Середній мінімум, °C    | −11            | −5             | 1              | 8              | 12             | 16             | 18             | 17             | 12             | 5              | −3             | −8             | 5              |
| Абсолютний мінімум, °C  | −20            | −16            | −3             | −2             | 5              | 7              | 10             | 10             | 3              | −2             | −17            | −21            | −21            |
| Вологість повітря, %    | 60             | 59             | 40             | 37             | 43             | 40             | 44             | 53             | 52             | 53             | 62             | 70             | 51             |
| ----------------------- | -------------- | -------------- | -------------- | -------------- | -------------- | -------------- | -------------- | -------------- | -------------- | -------------- | -------------- | -------------- | -------------- |
| Джерело: Weatherbase    |                |                |                |                |                |                |                |                |                |                |                |                |                |

## Історія
Старе місто складається з декількох обнесених стінами кварталів. Виникло у давні часи як місце привалу караванів, що прямували по Великому шовковому шляху. У китайських джерелах відомий з II ст до Р. Х. В кінці I ст від Р. Х. підкорився ханським військам Лазень Чао, як наслідок поступившись торговельною першістю сусіднім оазам Кашгару і Каргалику. Відродився за часів династії Тан. У XIII ст завойований монголами, його називали перлиною в улусі Чагатая. Наприкінці XVI ст оаза, роздирається міжусобними війнами, визнала головування керманичів Кашгарії. Увійшов до складу Китайської імперії в середині XVIII ст.

## Економіка
Яркендська оаза займає 3210 км². і відрізняється родючістю ґрунту. Окрім злаків, тут вирощують бавовник, шовковицю, коноплі, бобові і різні фруктові дерева. Розвинені конярство, вівчарство, верблюдоводство. Яркенд спрадавна відомий своїми тканинами. Серед населення переважають мусульмани-уйгури, багато китайців, зустрічаються також індійці і таджики.

## Транспорт
Яркенд обслуговують Китайське національне шосе 315 та залізниця Кашгар - Хотан.
Найближчий аеропорт — аеропорт Кашгар, розташований за 192 км на північний захід від міста. З нього здійснюють рейси до Урумчі, Шанхаю та Пекіна.